# Theかれー王
Theかれー王（ザかれーおう、1968年4月3日 - ）は、日本のお笑い芸人（ピン芸人）。本名、金子 載（かねこ はじめ）。
東京都出身。ゴールデンチャイルドプロダクション所属。身長：176cm、体重：65kg、血液型：O型。

## 人物・芸風
- 元々は役者を志望していたが、芸人の道に。かつては浅井企画に所属しており「The金子」の芸名で活動していた。
- 『TVチャンピオン』（テレビ東京）の「カレー選手権」に出場、第1回と第3回は優勝、第2回は同点決勝の結果、準優勝しているほどのカレー好き。テレビや雑誌などでカレーに関するコメンテーターもしており、インスタントカレーのプロデュースも行った。
- 現在[いつから?]、芸人の傍ら五反田でカレー専門店、武蔵小山でインド料理店をそれぞれ経営している。尚、武蔵小山の店舗は以前ゲームショップだった場所を閉店して改装したもので、現在も2階にレンタルスペースがある。
- マンション1棟の経営も行なっており、料理店2店舗、芸人収入を併せて最高年収は5000万円と語っている。ただし、その時の芸人年収は1万円とのこと[1]。
- 2010年に山中企画に所属。『山中企画ちゃんねる』（ニコニコ生放送）（毎週水曜19:00 - ）に出演。
- 2014年に、山中企画の芸能事業を継承し、「ゴールデンチャイルドプロダクション」（社名「金子総本店」）を設立。「スパイスシスターズ」のプロデュースなども引き継いでいる。
- 2015年11月29日に、自社所属タレントの永池南との結婚と、同日に披露宴を挙げたことを公表した[2]。

## 出演
テレビ
- 平成名物TV ますこっとたわー （TBS）
- USO!?ジャパン（2001年5月26日）
- TVチャンピオン （テレビ東京）
- ゲームレコードGP （MONDO21）
- 伝説のクソゲー大決戦 （MONDO21、2008年11月9日）
- 新 伝説のクソゲー大決戦 （MONDO21、2009年11月 - 2010年4月）
- 新婚さんいらっしゃい!（ABCテレビ、2017年5月7日） - 妻でタレントの永池南と出演

映画
- 地球防衛未亡人（2014年） - 野次馬3